# جاي وليامز بييل
جاي وليامز بييل (بالإنجليزية: J. Williams Beal)‏ هو مهندس معماري أمريكي، ولد في 19 مايو 1855، وتوفي في 7 يوليو 1919.